# ماتيو قندوزي
ماتيو إلياس كينزو قندوزي أولي (بالفرنسية: Matteo Guendouzi)‏ (مواليد 14 أبريل 1999) هو لاعب كرة قدم فرنسي يلعب لصفوف نادي لاتسيو في الدوري الإيطالي على سبيل الإعارة من نادي أولمبيك مارسيليا ويلعب أيضًا لمنتخب فرنسا.

## المسيرة الكرويّة

### البداية
بدأ قندوزي مسيرتهُ الكرويّة كلاعبِ كرة قدمٍ في أكاديمية باريس سان جيرمان وهو في سنّ السادسة، لكنه غادر أكاديميّة نادي العاصِمة صوبَ أكاديمية لوريان في عام 2014. مثّل ماتيو قندوزي فريق لوريان الرديف لبعض الوقت ثم رُقّي لتمثيل الفريق الأول وذلك في عام 2016.

### لوريان
ظهر قندوزي لأول مرةٍ مع نادي لوريان في الخامس عشر من تشرين الأول/أكتوبر 2016 وذلك في المباراة التي جمعت فريقه بفريقِ نانت ضمن إحدى جولات دوري الدرجة الأولى الفرنسي وانتهت لصالحِ نانت بهدفينِ مقابل واحد. خاض ماتيو قندوزي في ذلك الموسم تسع مبارياتٍ فقط مع لوريان في جميعِ المسابقات، وكان الفريقُ قد تعرّض لانتكاسةٍ كُبرى حينما هبطَ رسميًا إلى دوري الدرجة الثانية بعد سلسلةٍ من النتائج السيّئة طوال الموسم.
ظهر قندوزي في موسم 2017-18 في إحدى وعشرين مقابلة مع لوريان، ولم ينجح الفريقُ من جديدٍ في تقديمِ موسمٍ مثاليّ بعدما فشل في العودة إلى دوري الأضواء حيثُ أنهى الموسم في المركز السابع.

### أرسنال

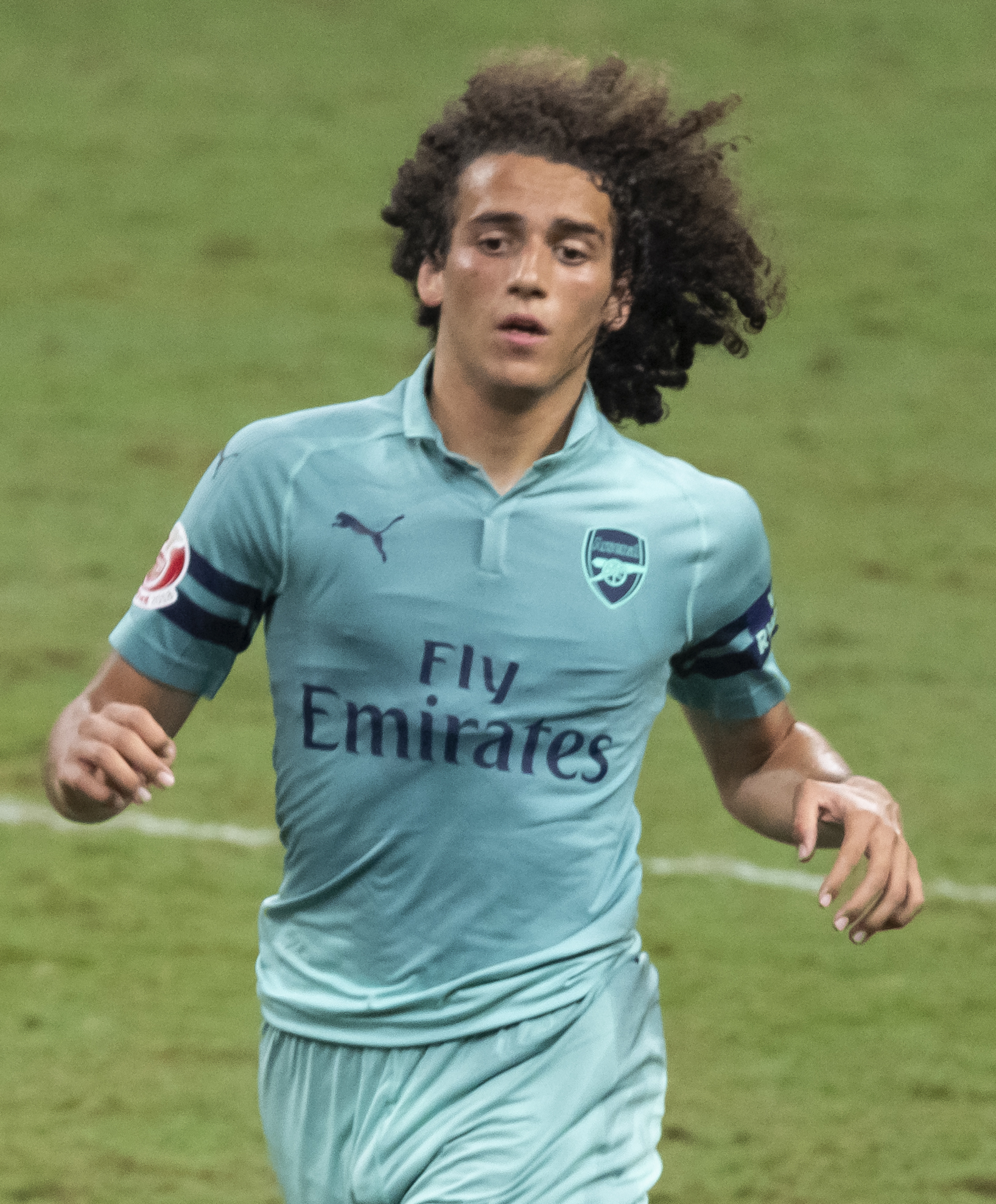
قندوزي بقميصِ لأرسنال عام 2018

خلال فترة الانتقالات الصيفية وبتاريخِ الحادي عشر من تمّوز/يوليو 2018 أعلن نادي أرسنال الإنجليزي ضمّ اللاعب ماتيو قندوزي في صفقةٍ لم يُعلن عن قيمتها لكنّ وسائل إعلامٍ بريطانيّة قدّرت الصفقة بحوالي 7 ملايين جنيه إسترليني. بعد إتمامِ الصفقة بنجاحٍ؛ علّق مدرب أرسنال حينها أوناي إيمري بالقول : «نحنُ سعداء بانضمامِ ماتيو إلينا ... إنه لاعبٌ شابٌ موهوبٌ؛ بل كان محطّ اهتمام عددٍ من الأندية. لدى اللاعبِ إمكانات كبيرة واكتسب خبرة جيدة الموسم الماضي مع لوريان. قندوزي يُريد أن يتعلم ويتطوّر وسيكون جزءًا مهمًا من فريقنا الأول.»
ظهر قندوزي لأول مرةٍ بألوانِ أرسنال في الثامن والعشرين من تمّوز/يوليو من نفسِ العام في مباراةٍ وديةٍ ضد ناديه الأسبق باريس سان جيرمان في سنغافورة. قدّم قندوزي في تلك المباراة أداءً رائعًا وساعد فريقه على الفوزِ على الفريق الفرنسي بنتيجةٍ كبيرةٍ بلغت خمسة أهدافٍ مقابل واحد. ظهر ماتيو قندوزي لأول مرة في الدوري الإنجليزي الممتاز في الثاني عشر من آب/أغسطس في المباراة الافتتاحية لأرسنال أمام بطل النسخة الماضية مانشستر سيتي والطامحِ للحفاظ على لقبه. قدّم قندوزي مباراة جيّدة أيضًا حيثُ لمس الكرة 72 مرة أكثر من أيّ لاعبٍ آخر في فريقه ومع ذلك فقد خسر المدفعجيّة المباراة بهدفين نظيفين لصالحِ السيتي.
سجل ماتيو قندوزي أول هدفٍ رسمي له مع أرسنال في الرابع من تشرين الأول/أكتوبر في مرمى نادي قره باغ حينما استغلّ تمريرة ذكية من ألكسندر لاكازيت أنهاها في الشباك في المباراة التي انتهت بثلاثيةٍ نظيفةٍ لصالح أرسنال. بحلول العشرين من حزيران/يونيو 2020 دخل قندوزي في شجارٍ مع نيال موباي لاعب برايتون أند هوف ألبيون فاستُبعد الدولي الفرنسيّ من تدريبات أرسنال وذلك بسببِ تاريخه الطويل من المشاكل وسلوكه العام.

## المسيرة الدولية
وُلد ماتيو قندوزي في إحدى ضواحي باريس بفرنسا لكنّ جدوره مغربيّة. مثَّل قندوزي في وقتٍ ما منتخب فرنسا تحت 20 سنة، وكان قريبًا من تمثيل منتخب المغرب حيثُ حاول مدرب هذا الأخير الفرنسي هيرفي رونار إقناع ماتيو في عام 2017 باللعبِ لصالح المنتخب الوطني المغربي لكنّ ذلك لم يحصل، حيثُ التقى والد قندوزي المدرب رونار في آذار/مارس 2017 وأخبره بقرار ماتيو الدفاع عن ألوان المنتخب الفرنسي.
استُدعي قندوزي لأول مرةٍ لخوضِ مبارياتٍ مع منتخب فرنسا في الثاني من أيلول/سبتمبر 2019 حيثُ كان من المقرّر أن يُعوّض غياب بول بوغبا المصاب في تصفيات بطولة أمم أوروبا 2020 ضد كلٍ من ألبانيا و‌أندورا لكنّه جلس في دكّة البدلاء في المباراتين.

## إحصائيات
اعتبارًا من 20 حزيران/يونيو 2020
| النادي        | الموسم        | الدوري                      | الدوري        | الدوري      | الكأس         | الكأس       | كأس السوبر    | كأس السوبر  | الدوري الأوروبي | الدوري الأوروبي | المجموع       | المجموع     |
| النادي        | الموسم        | الدرجة                      | عدد المباريات | عدد الأهداف | عدد المباريات | عدد الأهداف | عدد المباريات | عدد الأهداف | عدد المباريات   | عدد الأهداف     | عدد المباريات | عدد الأهداف |
| ------------- | ------------- | --------------------------- | ------------- | ----------- | ------------- | ----------- | ------------- | ----------- | --------------- | --------------- | ------------- | ----------- |
| لوريان ب      | 2015–16       | دوري الدرجة الثانية الفرنسي | 6             | 0           | -             | -           | -             | -           | -               | -               | 6             | 0           |
| لوريان ب      | 2016–17       | دوري الدرجة الثانية الفرنسي | 17            | 0           | -             | -           | -             | -           | -               | -               | 17            | 0           |
| لوريان ب      | 2017-18       | دوري الدرجة الثانية الفرنسي | 1             | 0           | -             | -           | -             | -           | -               | -               | 1             | 0           |
| لوريان ب      | المجموع       | المجموع                     | 24            | 0           | -             | -           | -             | -           | -               | -               | 24            | 0           |
| لوريان        | 2016–17       | دوري الدرجة الأولى الفرنسي  | 8             | 0           | 1             | 0           | 0             | 0           | -               | -               | 9             | 0           |
| لوريان        | 2017-18       | دوري الدرجة الثانية الفرنسي | 18            | 0           | 1             | 0           | 2             | 0           | -               | -               | 21            | 0           |
| لوريان        | المجموع       | المجموع                     | 26            | 0           | 2             | 0           | 2             | 0           | -               | -               | 30            | 0           |
| ارسنال        | 2018–19       | الدوري الممتاز              | 33            | 0           | 1             | 0           | 3             | 0           | 11              | 1               | 48            | 1           |
| ارسنال        | 2019-20       | الدوري الممتاز              | 24            | 0           | 3             | 0           | 1             | 0           | 6               | 0               | 34            | 0           |
| ارسنال        | المجموع       | المجموع                     | 57            | 0           | 4             | 0           | 4             | 0           | 17              | 1               | 82            | 1           |
| المجموع الكُلّي | المجموع الكُلّي | المجموع الكُلّي               | 107           | 0           | 6             | 0           | 6             | 0           | 17              | 1               | 136           | 1           |

== الإنجازا= وصيف كأس العالم قطر 2022
أرسنال
- وصيف الدوري الأوروبي: نسخة 2018-2019[18]

## روابط خارجية
- ماتيو قندوزي على موقع الاتحاد الأوربي (الإنجليزية)
- ماتيو قندوزي على موقع إي إس بي إن إف سي (الإنجليزية)
- ماتيو قندوزي على موقع قاعدة بيانات كرة القدم.إي يو (الإنجليزية)
- ماتيو قندوزي على موقع ليكيب (الفرنسية)
- ماتيو قندوزي على موقع ناشيونال فوتبول تيمز (الإنجليزية)
- ماتيو قندوزي على موقع Soccerbase.com (لاعب) (الإنجليزية)
- ماتيو قندوزي على موقع Soccerway.com (الإنجليزية)
- ماتيو قندوزي على موقع عالم كرة القدم.نت (الإنجليزية)
- ماتيو قندوزي على موقع كووورة
- ماتيو قندوزي على موقع AS.com (الإسبانية)

- الملف الشخصي في المنتخب الفرنسي